# ヘタシリン
ヘタシリン(Hetacillin)は、アミノペニシリン系のβ-ラクタム系抗生物質である。プロドラッグであり、これ自体は抗生物質活性は持たないが、体内で直ちにアセトンを切り離し、様々な細菌に対する活性を有するアンピシリンを形成する。

## 投与
ヘタシリンは、経口投与することができる。また、カリウム塩は筋肉注射及び静脈注射で投与することができる。Hetacinの商標名で、獣医学での乳腺注射用に販売されている。
腸管内で切断されてホルムアルデヒドを生成することがあり、アンピシリンに対する優位性がほとんどないことが示されてからは、ヒト向けの用途では販売されていない。

## 化学
ヘタシリンは、アンピシリンとアセトンから作られる。水溶液中では不安定であり、37℃、pH7では15から30分の半減期でアセトンを再び遊離して分解する。
アンピシリンとは異なり、ヘタシリンは、少なくともin vitroでは、細菌の酵素であるβ-ラクタマーゼによる分解をほとんど受けない。